# روماني مالكو
روماني مالكو (بالإنجليزية: Romany Malco)‏ هو موسيقي وممثل أمريكي، ولد في 18 نوفمبر 1968 ببروكلين في الولايات المتحدة.

## أعمال

### أفلام
- (2002) ذا توكسيدو
- (2007) شفرات المجد[6]
- (2008) أم طفلة[7]
- (2008) غورو الحب[8]
- (2010) رحلات غاليفر[9][10][11]
- (2010) فكر كرجل[12]
- (2011) قليلا من الجنة
- (2013) فيغاس الأخيرة[13]
- (2014) أفضل خمسة[14]
- (2015) الصديقة السمينة القبيحة[15]
- (2016) عيد الميلاد تقريبا
- (2018) مدرسة مسائية

### مسلسلات
- ذا غود وايف
- مليون شيء صغير
- ويدز

## وصلات خارجية
- روماني مالكو على موقع IMDb (الإنجليزية)
- روماني مالكو على موقع روتن توميتوز (الإنجليزية)
- روماني مالكو على موقع ألو سيني (الفرنسية)
- روماني مالكو على موقع ميوزك برينز (الإنجليزية)
- روماني مالكو على موقع أول موفي (الإنجليزية)
- روماني مالكو على موقع قاعدة بيانات الأفلام السويدية (السويدية)
- روماني مالكو على موقع إن إن دي بي (الإنجليزية)
- روماني مالكو على موقع ديسكوغز (الإنجليزية)
- روماني مالكو على موقع قاعدة بيانات الفيلم (الإنجليزية)
- روماني مالكو على موقع كينوبويسك (الروسية)